# Junewangia sphaerospora
Junewangia sphaerospora är en svampart som beskrevs av W.A. Baker & Morgan-Jones 2002. Junewangia sphaerospora ingår i släktet Junewangia, divisionen sporsäcksvampar och riket svampar.   Inga underarter finns listade i Catalogue of Life.